# Бьорделанд
Бьорделанд (на немски: Bördeland) е община в Саксония-Анхалт, Германия, със 7681 жители (към 31 декември 2014). Образувана е на 29 декември 2007 г. от седем общини. На Север граничи с град Магдебург.